# Sistema convectivo de mesoescala

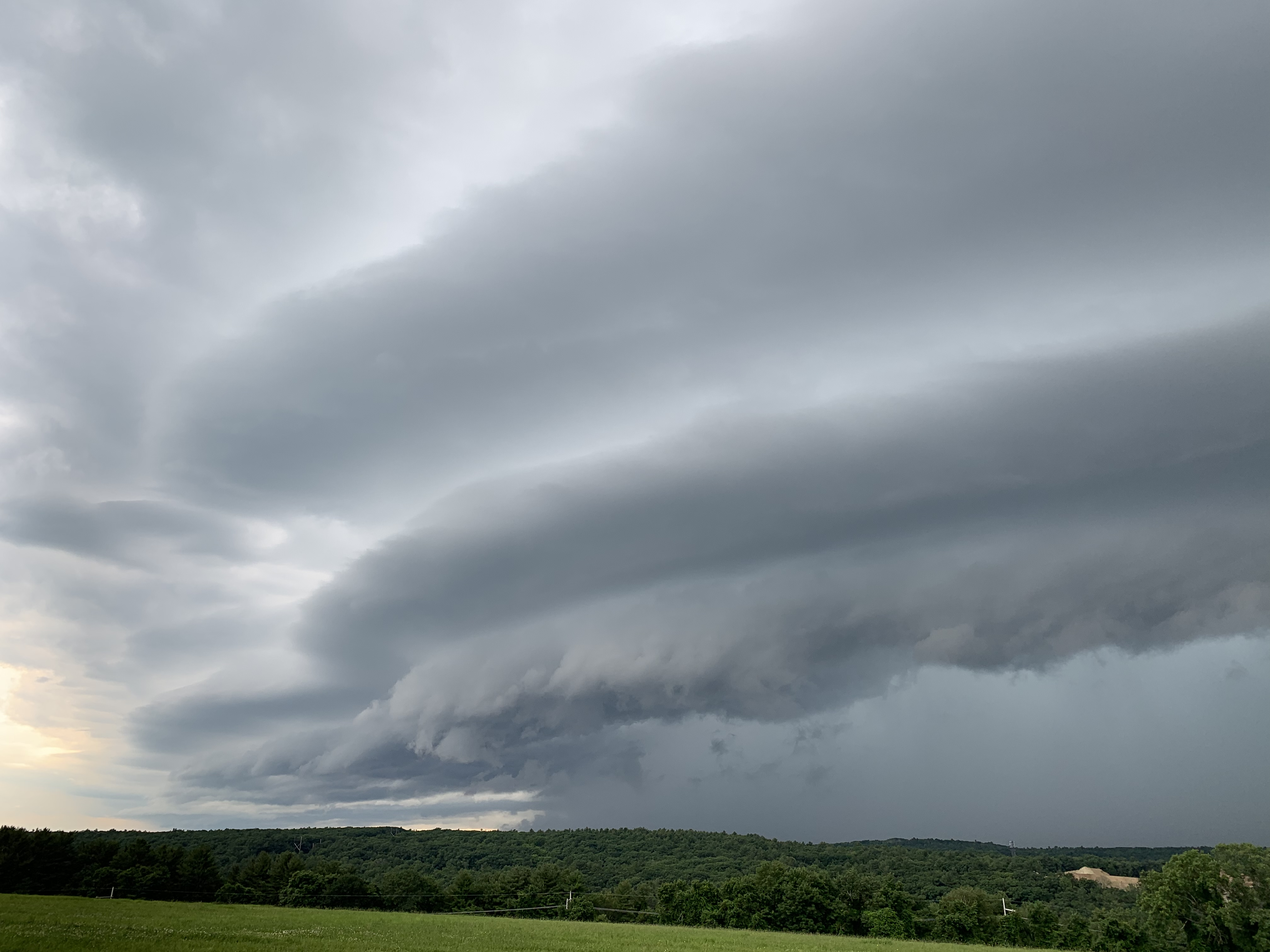
Una nube estante, como ésta, puede ser señal de que una turbonada es inminente.

Un sistema convectivo de mesoescala (SCM) es un complejo de tormentas que se organiza a una escala mayor que las tormentas individuales pero menor que los ciclones extratropicales, y que normalmente persiste durante varias horas o más. El patrón general de nubes y precipitaciones de un sistema convectivo de mesoescala puede tener forma redonda o lineal, e incluye sistemas meteorológicos como ciclones tropicales, líneas de borrasca, eventos de nieve de efecto lago, bajas polares y complejos convectivos de mesoescala (CCM), y generalmente se forma cerca de frentes meteorológicos. El tipo que se forma durante la estación cálida sobre tierra se ha observado en América del Norte y del Sur, Europa y Asia, con un máximo de actividad durante las últimas horas de la tarde y la noche.
Las formas de SCM que se desarrollan en los trópicos utilizan la Zona de Convergencia Intertropical (ZCIT) o las vaguadas monzónicas como foco para su desarrollo, generalmente dentro de la estación cálida entre primavera y otoño. Una excepción es la de las bandas de nieve de efecto lago, que se forman debido al desplazamiento de aire frío a través de masas de agua relativamente cálidas, y se producen desde el otoño hasta la primavera. Las bajas polares son una segunda clase especial de SCM que se forman en latitudes altas durante la estación fría. Una vez que el SCM de origen muere, puede producirse el desarrollo posterior de tormentas en conexión con su vórtice convectivo de mesoescala remanente (VCM). Los sistemas convectivos de mesoescala son importantes para la climatología pluviométrica de Estados Unidos sobre las Grandes Llanuras, ya que aportan a la región aproximadamente la mitad de sus precipitaciones anuales de la estación cálida.

## Definición
Los sistemas convectivos de mesoescala son regiones de tormentas eléctricas que pueden tener forma redonda o lineal, del orden de 100 kilómetros (62 mi) o más de diámetro en una dirección, pero más pequeñas que los ciclones extratropicales, e incluyen sistemas como ciclones tropicales, líneas de borrasca y complejos convectivos de mesoescala (CCM), entre otros. CCM es un término más general que incluye sistemas que no satisfacen los criterios más estrictos de tamaño, forma o duración de un CCM. Tienden a formarse cerca de los frentes meteorológicos y se desplazan hacia zonas de difluencia de espesor de 1000-500 mb, que son áreas donde se amplía el gradiente de temperatura de niveles bajos a medios, lo que generalmente dirige los cúmulos de tormentas hacia el sector cálido de los ciclones extratropicales, o hacia el ecuador de los frentes cálidos. También pueden formarse a lo largo de cualquier zona convergente de los trópicos. Según un estudio reciente, tienden a formarse cuando la temperatura de la superficie varía más de 5 grados entre el día y la noche. Su formación se ha observado en todo el mundo, desde el frente de Meiyu, en el extremo oriental, hasta los trópicos profundos.

## Tipos de tormentas y niveles de organización

Condiciones favorables para tipos y complejos de tormentas

Existen cuatro tipos principales de tormentas eléctricas: monoceldas, multiceldas, en línea de borrasca (también llamada línea multicelda) y superceldas. El tipo que se forma depende de la inestabilidad y de las condiciones relativas del viento en las distintas capas de la atmósfera («cizalladura del viento»). Las tormentas de monoceldas se forman en entornos de baja cizalladura vertical del viento y duran sólo 20-30 minutos. Las tormentas eléctricas organizadas y los cúmulos/líneas de tormentas eléctricas pueden tener ciclos de vida más largos, ya que se forman en entornos con suficiente humedad y una importante cizalladura vertical del viento (normalmente superior a 25 nudos (13 m/s) en los 6 kilómetros (3,7 mi) más bajos de la troposfera)), lo que favorece el desarrollo de corrientes ascendentes más fuertes, así como diversas formas de tiempo severo. La supercelda es la más fuerte de las tormentas y suele estar asociada a la formación de granizo, vientos fuertes y tornados.
Valores de agua precipitable superiores a 31,8 milímetros (1,25 in) favorecen el desarrollo de complejos tormentosos organizados. Aquellos con precipitaciones intensas suelen tener valores de agua precipitable superiores a 36,9 milímetros (1,45 in). Para el desarrollo de convección organizada suelen ser necesarios valores de CAPE ascendentes superiores a 800 J/kg.

## Tipos

### Complejo convectivo de mesoescala
Un complejo convectivo de mesoescala (CCM) es un tipo único de sistema convectivo de mesoescala que se define por características observadas en imágenes infrarrojas de satélite. Su área de cimas de nubes frías supera los 100.000 kilómetros cuadrados (39.000 millas cuadradas) con una temperatura inferior o igual a -32 °C (-26 °F); y un área de cimas de nubes de 50.000 kilómetros cuadrados (19.000 millas cuadradas) con una temperatura inferior o igual a -52 °C (-62 °F). Las definiciones de extensión deben cumplirse durante seis horas o más. Su extensión máxima se define cuando el escudo nuboso, o la formación nubosa global, alcanza su superficie máxima. Su excentricidad (eje menor/eje mayor) es mayor o igual a 0,7 en su extensión máxima, por lo que son bastante redondos. Son de larga duración, de formación nocturna, ya que tienden a formarse durante la noche, y suelen contener fuertes precipitaciones, viento, granizo, rayos y, posiblemente, tornados.

### Línea de turbonada

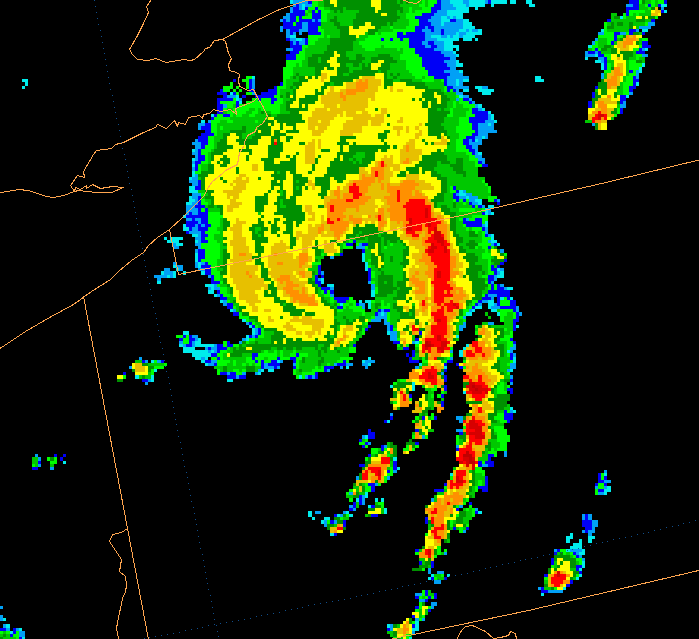
Un vórtice convectivo de mesoescala sobre Pensilvania con una línea de borrasca de cola.

Una línea de turbonada es una línea alargada de tormentas eléctricas severas que puede formarse a lo largo o delante de un frente frío. A principios del siglo XX, el término se utilizaba como sinónimo de frente frío. La borrasca contiene fuertes precipitaciones, granizo, relámpagos frecuentes, fuertes vientos en línea recta y, posiblemente, tornados y trombas de agua. El clima severo, en forma de fuertes vientos en línea recta, se puede esperar en áreas donde la propia línea de turbonada tiene la forma de un eco en arco, dentro de la porción de la línea que se curva más. Los tornados se pueden encontrar a lo largo de las ondas dentro de un patrón de onda de eco lineal, o LEWP, donde las áreas de baja presión de mesoescala están presentes.  Algunos ecos de proa que se desarrollan en la estación estival se conocen como derechos, y se mueven bastante rápido a través de grandes secciones de territorio. En el borde posterior del escudo de lluvia asociado con las líneas de turbonada maduras, se puede formar una depresión de estela, que es un área de baja presión de mesoescala que se forma detrás del sistema de alta presión de mesoescala normalmente presente bajo el escudo de lluvia, que a veces se asocia con un estallido de calor.  Otro término que se puede utilizar en asociación con las líneas de borrasca y los ecos de proa son los sistemas convectivos cuasi lineales (QLCS).

### Ciclón tropical

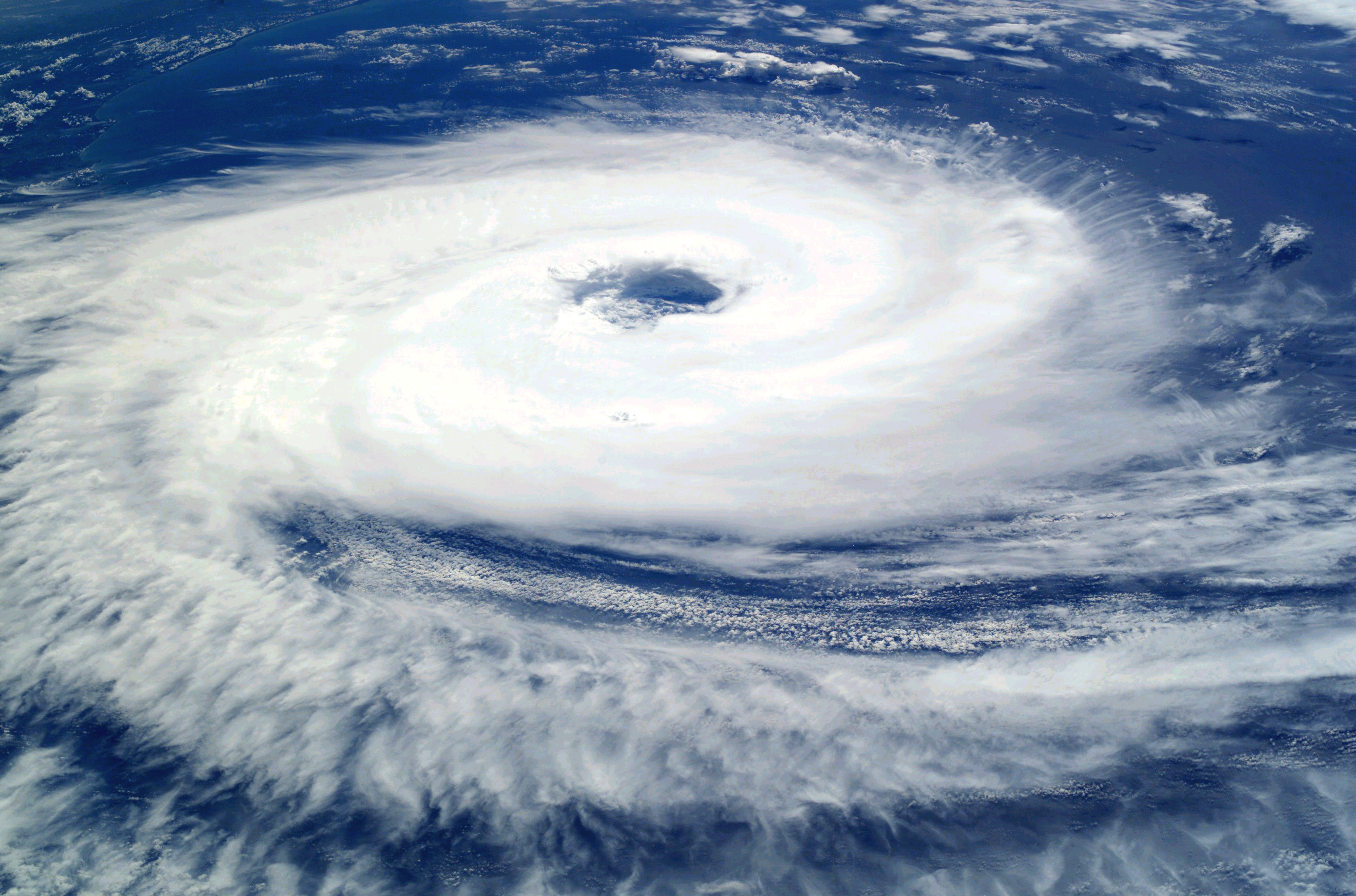
El huracán Catarina, un raro ciclón tropical del Atlántico Sur visto desde la Estación Espacial Internacional el 26 de marzo de 2004.

Un ciclón tropical es un sistema de tormentas bastante simétrico caracterizado por un centro de baja presión y numerosas tormentas eléctricas que producen fuertes vientos y lluvias torrenciales. Un ciclón tropical se alimenta del calor liberado cuando el aire húmedo asciende, lo que provoca la condensación del vapor de agua contenido en el aire húmedo. Se alimenta de un mecanismo de calor diferente al de otras borrascas ciclónicas como los nor'easters (sistema del noreste), las borrascas europeas y las bajas polares, lo que lleva a clasificarlas como sistemas tormentosos de «núcleo cálido».
El término «tropical» se refiere tanto al origen geográfico de estos sistemas, que se forman a menudo en regiones tropicales del globo, como a su formación en masas de aire marítimo tropical. El término «ciclón» se refiere a la naturaleza ciclónica de estas tormentas, que giran en sentido contrario a las agujas del reloj en el hemisferio norte y en el sentido de las agujas del reloj en el hemisferio sur. Dependiendo de su ubicación y fuerza, los ciclones tropicales reciben otros nombres, como huracán, tifón, tormenta tropical, tormenta ciclónica, depresión tropical o simplemente ciclón. En general, un ciclón tropical se denomina huracán (del nombre de la antigua deidad centroamericana del viento, Huracán) en los océanos Atlántico y Pacífico oriental, tifón en el Pacífico noroccidental y ciclón en el hemisferio sur y el océano Índico.
Los ciclones tropicales pueden producir vientos extremadamente fuertes y lluvias torrenciales, así como olas de gran altura y mareas de tempestad. Se desarrollan sobre grandes masas de agua cálida y pierden fuerza si se desplazan sobre tierra. Por este motivo, las regiones costeras pueden sufrir daños importantes a causa de un ciclón tropical, mientras que las regiones del interior están relativamente a salvo de los fuertes vientos. Las fuertes lluvias, sin embargo, pueden producir inundaciones significativas en el interior, y las mareas de tormenta pueden producir extensas inundaciones costeras hasta 40 kilómetros (25 mi) de la línea de costa. Aunque sus efectos sobre las poblaciones humanas pueden ser devastadores, los ciclones tropicales también pueden aliviar las condiciones de sequía. Asimismo, transportan calor y energía fuera de los trópicos hacia latitudes templadas, lo que los convierte en una parte importante del mecanismo de circulación atmosférica global. En consecuencia, los ciclones tropicales contribuyen a mantener el equilibrio en la troposfera terrestre.
Muchos ciclones tropicales se desarrollan cuando las condiciones atmosféricas en torno a una débil perturbación en la atmósfera son favorables. Otros se forman cuando otros tipos de ciclones adquieren características tropicales. Los sistemas tropicales se desplazan entonces por los vientos directores en la troposfera; si las condiciones siguen siendo favorables, la perturbación tropical se intensifica, e incluso puede desarrollar un ojo. En el otro extremo del espectro, si las condiciones alrededor del sistema se deterioran o el ciclón tropical toca tierra, el sistema se debilita y finalmente se disipa. Un ciclón tropical puede convertirse en extratropical a medida que se desplaza hacia latitudes más altas si su fuente de energía cambia del calor liberado por la condensación a las diferencias de temperatura entre masas de aire. Desde un punto de vista operativo, no suele considerarse que un ciclón tropical se convierta en un ciclón subtropical durante su transición extratropical.

### Nevada por efecto lacustre

Precipitaciones de efecto lago procedentes del lago Erie, vistas por el radar NEXRAD, 12-13 de octubre de 2006.

La nevada por efecto lacustre se produce en invierno en forma de una o varias bandas alargadas cuando los vientos fríos se desplazan a través de largas extensiones de agua de lago más cálida, proporcionando energía y recogiendo vapor de agua que se congela y se deposita en las orillas de sotavento. El mismo efecto sobre masas de agua salada se denomina nieve de efecto oceánico, nieve de efecto marino o incluso nieve de efecto bahía. El efecto se potencia cuando la masa de aire en movimiento se eleva por el efecto orográfico de elevaciones más altas en las orillas a sotavento. Esta elevación puede producir bandas de precipitación estrechas pero muy intensas, que se depositan a un ritmo de muchos centímetros de nieve por hora y a menudo aportan copiosas nevadas totales. Las zonas afectadas por la nieve de efecto lago se denominan cinturones de nieve. Este efecto se produce en muchos lugares del mundo, pero es más conocido en las zonas pobladas de los Grandes Lagos de Norteamérica.
Si la temperatura del aire no es lo suficientemente baja como para mantener congelada la precipitación, ésta cae en forma de lluvia de efecto lago. Para que se forme lluvia o nieve de efecto lago, el aire que se mueve a través del lago debe ser significativamente más frío que el aire de la superficie (que probablemente esté cerca de la temperatura de la superficie del agua). En concreto, la temperatura del aire a la altitud en la que la presión atmosférica es de 850 milibares (o 1,5 kilómetros (0,93 mi) de altitud) debe ser 13 °C (24 °F) inferior a la temperatura del aire en la superficie. El efecto lacustre que se produce cuando el aire a 850 milibares es 25 °C (45 °F) más frío que la temperatura del agua puede producir nieve con truenos, chubascos de nieve acompañados de relámpagos y truenos (debido a la mayor cantidad de energía disponible por el aumento de la inestabilidad).

### Baja polar
Una baja polar es un sistema de baja presión atmosférica (depresión) simétrico, de corta duración y de pequeña escala que se encuentra sobre las zonas oceánicas situadas hacia el polo opuesto al frente polar principal, tanto en el hemisferio norte como en el hemisferio sur. Suelen tener una longitud horizontal inferior a 1.000 kilómetros y no duran más de un par de días. Forman parte de los sistemas meteorológicos de mesoescala. Las bajas polares pueden ser difíciles de detectar con los informes meteorológicos convencionales y suponen un peligro para las operaciones a gran latitud, como el transporte marítimo y las plataformas de gas y petróleo. Las bajas polares se han designado con muchos otros términos, como vórtice polar de mesoescala, huracán ártico, baja ártica y depresión de aire frío. Hoy en día, el término suele reservarse para los sistemas más vigorosos que tienen vientos cercanos a la superficie de al menos 17 metros por segundo (38 mph).

## Lugares de formación

### Grandes Llanuras de Estados Unidos

Evolución típica de las tormentas (a) hacia un eco de proa (b, c) y hacia un eco de coma (d). La línea discontinua indica el eje de mayor potencial de ráfagas descendentes. Las flechas indican el flujo de viento relativo a la tormenta. El área C es la más propensa a favorecer el desarrollo de tornados.

El periodo de tiempo en las Llanuras en el que las zonas de tormentas son más frecuentes oscila entre mayo y septiembre. Los sistemas convectivos de mesoescala se desarrollan sobre la región durante este periodo, y la mayor parte de la actividad tiene lugar entre las 6 y las 9 de la tarde, hora local. Los sistemas convectivos de mesoescala aportan entre el 30% y el 70% de las precipitaciones anuales de la estación cálida a las Llanuras. Un subconjunto de estos sistemas conocidos como complejos convectivos de mesoescala provocan hasta el 10% de las precipitaciones anuales en las Llanuras y el Medio Oeste. Las líneas de borrasca representan el 30% de los grandes complejos de tormentas que se desplazan por la región.

### Europa
Aunque la mayoría se forman sobre el continente, algunos SCM se forman durante la segunda mitad de agosto y septiembre sobre el Mediterráneo occidental. El desencadenamiento de los SCM sobre Europa está fuertemente ligado a las cadenas montañosas. Por término medio, un SCM europea se desplaza hacia el estenoreste, se forma cerca de las 15.00 hora solar local, dura 5,5 horas y se disipa cerca de las 21.00 hora solar local. Alrededor del 20% de los SCM sobre Europa no se forman durante el calentamiento máximo. Su extensión máxima media es de unos 9.000 km².

### Trópicos
Los sistemas convectivos de mesoescala, que pueden evolucionar en ciclones tropicales, se forman a lo largo de zonas como las ondas tropicales o las ondas del este que avanzan hacia el oeste a lo largo de las vaguadas monzónicas y la Zona de Convergencia Intertropical en regiones de abundante humedad en niveles bajos, vientos convergentes en superficie y vientos divergentes en altura. Esto suele ocurrir al norte del ecuador, desde África a través de los océanos Atlántico y Pacífico oriental, así como a través de los océanos Pacífico noroccidental y sudoccidental, desde Australia hacia el este hasta Oceanía, el océano Índico, Indonesia y desde el sureste de Brasil hasta el sur del océano Atlántico. También se observa ocasionalmente en el sudeste del océano Pacífico en años ENSO de suaves a fríos, fuera de El Niño. Se forman sistemas más intensos sobre tierra que sobre agua.

### Masas de agua caliente en invierno
En los casos de nevada por efecto lacustre y las bajas polares, los sistemas convectivos se forman sobre masas de agua cálida cuando el aire frío barre su superficie y provoca un aumento de la humedad y un movimiento vertical significativo. Este movimiento vertical conduce al desarrollo de chubascos y tormentas en zonas de flujo ciclónico en la parte posterior de los ciclones extratropicales.

## Remanentes
Un vórtice convectivo de mesoescala (VCM) es un centro de bajas presiones a nivel medio dentro de un SCM que arrastra los vientos en un patrón circular o vórtice. Una vez que el SCM matriz muere, este vórtice puede persistir y dar lugar a un futuro desarrollo convectivo. Con un núcleo de sólo 48 km (30 millas) a 97 km (60 millas) y hasta 8 km (5,0 mi) de profundidad, un VCM puede ocasionalmente generar un área de bajas presiones de superficie de mesoescala que aparece en los análisis meteorológicos de superficie de mesoescala. Sin embargo, un VCM puede cobrar vida propia y persistir hasta varios días después de que se haya disipado su SCM original. En ocasiones, el VCM huérfano se convierte en la semilla del siguiente brote de tormenta. Un CVM que se desplaza hacia aguas tropicales, como el Golfo de México, puede servir de núcleo para una tormenta tropical o un huracán. Un buen ejemplo de ello es el huracán Barry (2019).